# Władysław Wałęski
Władysław Wałęski (ur. 7 marca 1891 w Rembowie, zm. 2 września 1971) – polski rolnik, poseł na Sejm PRL I kadencji.

## Życiorys
Syn Adama. Ukończył 4 oddziały szkoły wieczorowej, z zawodu był rolnikiem. Został członkiem Zjednoczonego Stronnictwa Ludowego. W 1952 uzyskał mandat posła na Sejm PRL I kadencji w okręgu Pabianice.
Został odznaczony Srebrnym Krzyżem Zasługi (1952), Krzyżem Oficerskim Orderu Odrodzenia Polski (1955) oraz Medalem 10-lecia Polski Ludowej (1955).